# Лихтенштейн на Европейских играх 2019
Лихтенштейн принимал участие на II Европейских играх, которые прошли с 21 по 30 июня 2019 года в Минске. Страна была представлена одним спортсменом в одном виде спорта. Сборная Лихтенштейна была самой маленькой на играх.

## Дзюдо
Мужчины
| Спортсмен          | Дисциплина | 1/32 финала        | 1/16 финала                 | 1/8 финала           | 1/4 финала           | Полуфинал            | Финал                | Место                |
| Спортсмен          | Дисциплина | Соперник Результат | Соперник Результат          | Соперник Результат   | Соперник Результат   | Соперник Результат   | Соперник Результат   | Место                |
| ------------------ | ---------- | ------------------ | --------------------------- | -------------------- | -------------------- | -------------------- | -------------------- | -------------------- |
| Рафаэль Швендингер | 90 кг      | Не участвовал      | Ли Кохман (ISR) П 100:000s1 | Завершил выступление | Завершил выступление | Завершил выступление | Завершил выступление | Завершил выступление |